# Panhard Dyna Z
El Panhard Dyna Z es un coche de tamaño medio ligero, que fue producido por Panhard en Francia desde 1954 hasta 1959. Se presentó por primera vez a la prensa en un restaurante de París llamado "Les Ambassadeurs" el 17 de junio de 1953 y entró en producción al año siguiente. En 1959 fue reemplazado por el Panhard PL 17.

## Antecedentes
Panhard era uno de los fabricantes de automóviles más antiguos del mundo y, desde 1945, se había hecho conocido por producir automóviles económicos. Al igual que Citroën, se consideraba un líder y no un seguidor de las tendencias automotrices, y el Dyna Z presentaba una impresionante variedad de opciones de ingeniería inusuales.
En 1955, Citroën tomó una participación del 25 % en el negocio de automóviles de Panhard, y durante los dos años siguientes se integraron las redes de concesionarios nacionales de las dos empresas. Esto dio a los concesionarios Citroën y Panhard una cobertura de mercado ampliada, incorporando ahora un coche pequeño, una berlina de tamaño mediano y un automóvil de gran tamaño. Esto dio al Panhard Dyna Z durante sus últimos años de producción un nivel de acceso al mercado que su predecesor, el Panhard Dyna X, nunca había tenido, y las ventas se beneficiaron de ello.

## Desarrollo del modelo

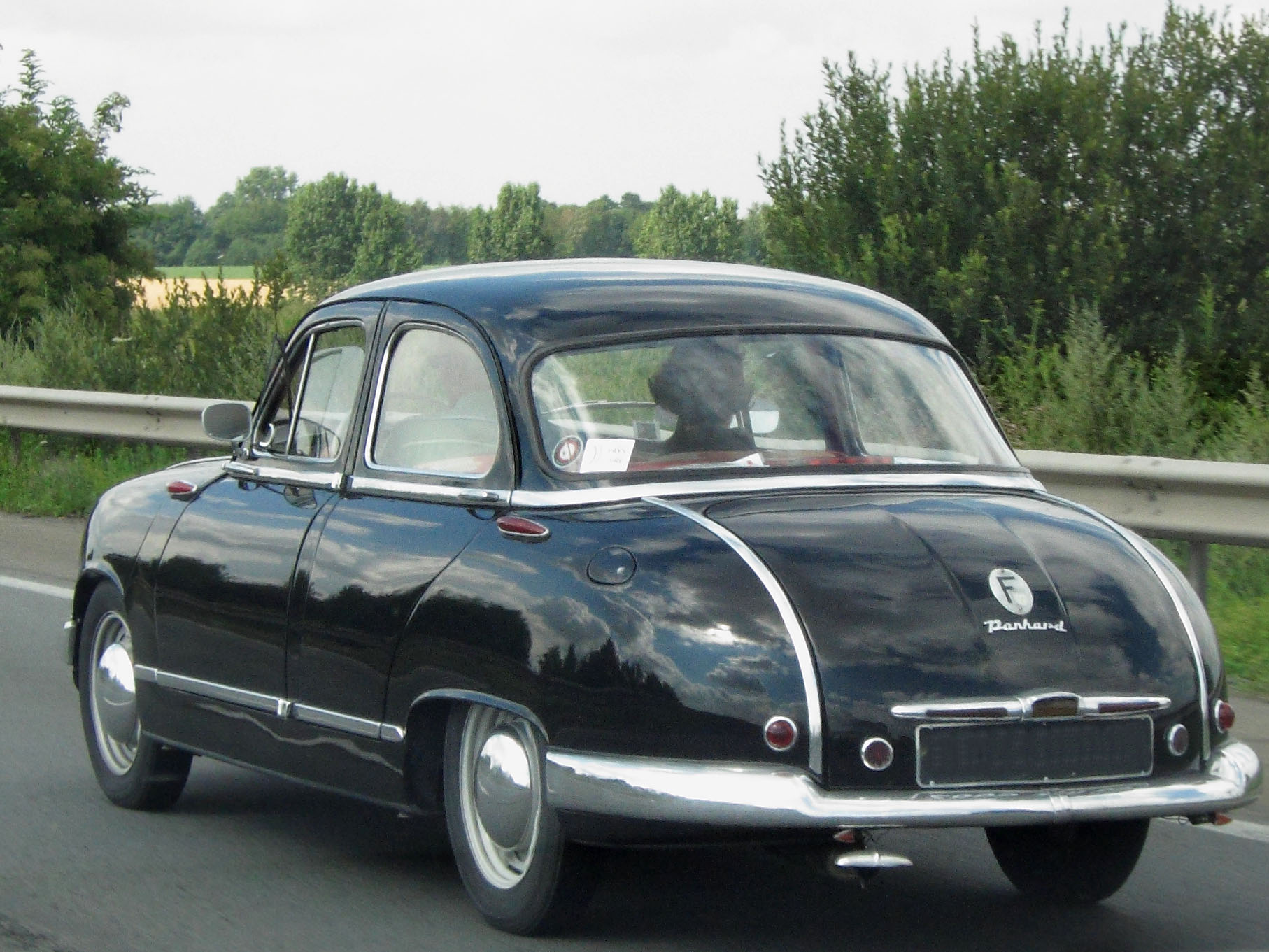
Panhard Dyna Z 4-puertas berlina

El Dyna X fue reemplazado por el Dyna Z, más aerodinámico, en 1954. Más adelante se desarrolló el PL 17, un modelo similar lanzado en 1959, en un intento por ajustarse a los estilos de la época.
Al igual que su antecesor, el Dyna X (y el modelo conceptual Panhard Dynavia que influyó en su diseño), la carrocería del Dyna Z era originalmente de aluminio con bastidores de tubos de acero delanteros y traseros unidos con placas de refuerzo de acero en las uniones. La decisión de utilizar láminas de aluminio para la carrocería se tomó en un momento en que una caída repentina en la demanda de aviones de combate dejó a los productores con un exceso del metal, pero en los años siguientes la ventaja de los costos relativos de la chapa de acero aumentó constantemente. Otras fuentes enfatizan un error subyacente en el cálculo de los costos originales del modelo, en los que no se tuvieron en cuenta la repercusión de los recortes de las bobinas de aluminio después de que se hubieran cortado los huecos de los paneles de la carrocería. La explicación de Jean Panhard a un periodista concluye con la observación de que "nadie quería comprar recortes excepto a un precio ridículamente bajo, esta diferencia era nuestro margen de ganancia". En el verano de 1954, el sobrecosto derivado de persistir con la carrocería de aluminio se había vuelto financieramente insostenible, y a partir de septiembre de 1955, Dyna tipo "Z1" se empezó a fabricar con carrocería de acero, aunque las cubiertas de las puertas, el maletero y el capó todavía estaban hechos de aluminio. El cambio a una carcasa de chapa de acero del Tipo Z1, atribuido a "varios contratiempos" ("nombreuses déboires") con la anterior carrocería de aluminio, impusieron un aumento de peso instantáneo de 123 kg, por lo que debió acometerse un rediseño sustancial de la suspensión delantera y un cambio en los amortiguadores, aunque la reducción de costos llegó demasiado tarde para evitar la necesidad de que Panhard firmara su "acuerdo suicida" de refinanciamiento con Citroën en abril de 1955.
En 1958, solo los parachoques, el depósito de combustible, la cubierta de refrigeración del motor y la mayoría de las cajas del motor y del transeje eran de aluminio, pero el peso era aún bastante bajo para una berlina de seis plazas relativamente cómodo, en comparación con los modelos competidores más estrechos, como el Peugeot 203 o el Simca Aronde P-60. Su diseño inusual y muy moderno le dio una combinación única de espacio, comodidad de viaje, rendimiento y economía de combustible a un precio muy competitivo. Pero su fiabilidad no era especialmente destacable y los precios del combustible no fueron lo suficientemente altos, incluso en Francia, para que los compradores valorasen decisivamente la eficiencia en el consumo. El coche también sufrió de algunos ruidos producidos por el motor y por el viento. La versión Tiger tenía un motor inspirado en la competición, con una cubierta de refrigeración completa.
|  |  |  |

## Especificaciones del Panhard Dyna Z Tiger de 1958

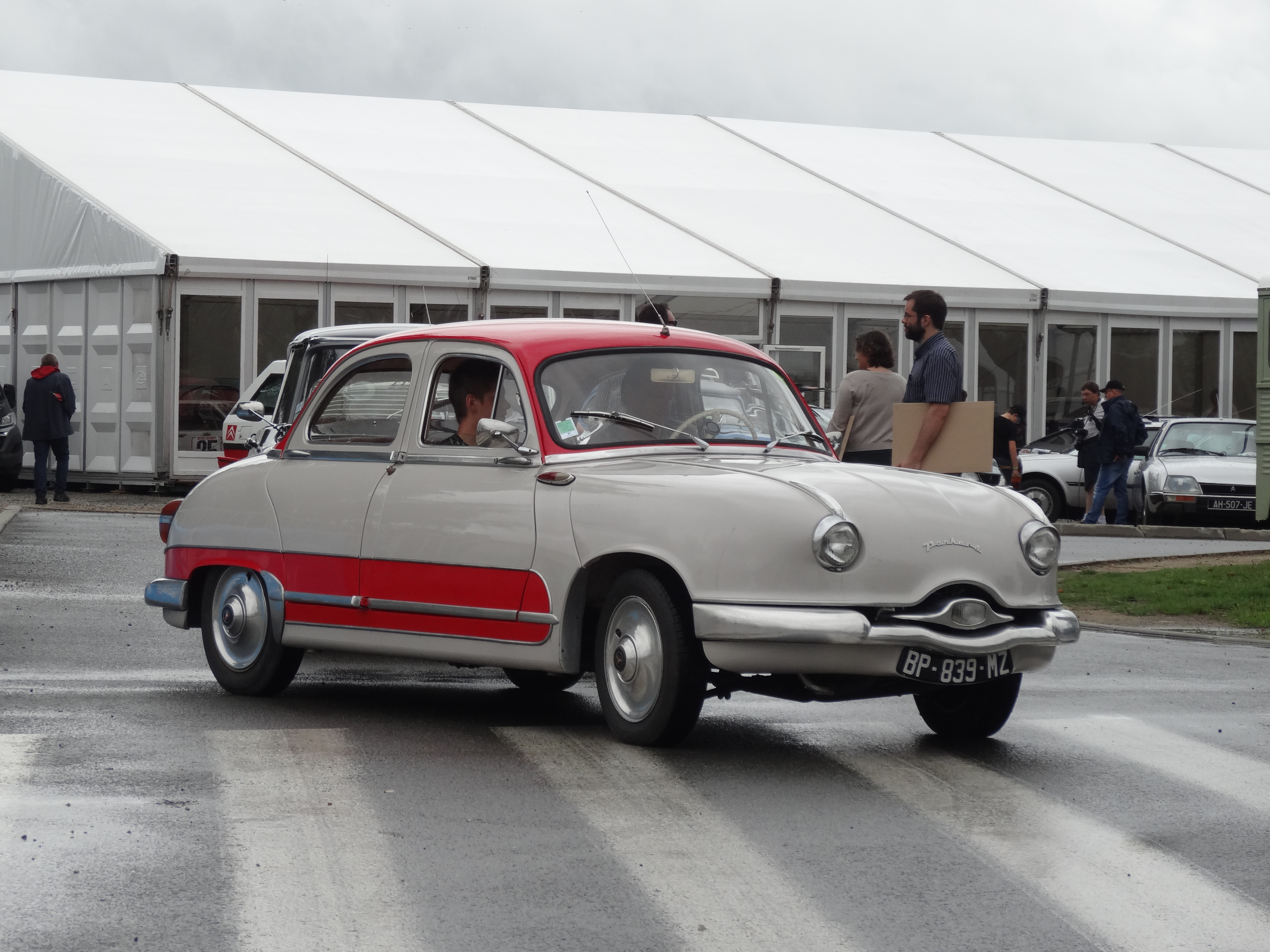
Dyna Z bicolor

Versión con especificaciones y rendimiento mejorados que se vendía en los Estados Unidos:
- Precio (USD): 2000 dólares (comparable a un automóvil estadounidense básico, a medio camino entre los precios de un Volkswagen Tipo 1 y un Peugeot 403)
- Motor: bóxer plano bicilíndrico de 851 cc

— Cuatro tiempos refrigerado por aire, válvulas con barras de torsión concéntricas y resortes con rodamientos de rodillos, varillas de empuje huecas de aluminio con puntas de acero endurecido, rodamientos principales de rodillos y rodamientos de varillas de diseño "Panhard Patent" con un juego adicional de rodillos más pequeños que transportan el separador de la caja de los rodillos; culatas no desmontables, revestimientos de los cilindros de acero recambiables. Los yugos de los cilindros se pueden desmontar del cárter y los pistones son como los de los motores VW refrigerados por aire. Soportes de goma del motor para suavizar la aspereza del motor de dos tiempos y dos cilindros, ventilador de flujo radial acoplado al cigüeñal, cubierta de refrigeración completa, estructura de aluminio y aletas de refrigeración. Engranajes de espiga, piñón de acero y un engranaje fenólico "Celcon" funcionando con un ligero ajuste de interferencia, permitido debido a la flexibilidad del "Celcon".
- Potencia: 50 HP (37 kW) a 5500 rpm. En los últimos años del modelo Tiger, 60 HP (45 kW).
- Unidad: tracción delantera

— Conducción de los ejes mediante tubos concéntricos con goma en el espacio entre los tubos interior y exterior. Articulación cardan ("universal") en el extremo interior al lado del transeje, articulación de velocidad constante cardán doble en el extremo exterior de la rueda.
- Transmisión: caja de transmisión de aluminio fundido manual de cuatro velocidades accionada por cable con la segunda y la tercera marchas sincronizadas, engranajes de transferencia y segunda, tercera y cuarta con diseño "en espiga", palanca de cambio en la columna de la dirección.

— A diferencia de la mayoría de los ejes de transmisión en línea de la tracción delantera, la caja de engranajes se encuentra entre el motor y la transmisión final. Motor-embrague-caja de cambios-transmisión final, transmisión directa a través de la caja de cambios en la tercera marcha, cuarta "sobremarcha". Engranaje final biselado en espiral en el eje primario, paso hacia abajo al engranaje diferencial a través del piñón y el engranaje helicoidal (no en espiga).
- Embrague: embrague de fricción convencional, accionado por cable. Opcional en algunos mercados: embrague magnético mediante "limaduras" de hierro.

— Cuando se activaba una bobina fijada a la carcasa, las "limaduras" se colocaban rígidas entre la carcasa giratoria del cigüeñal y el disco de transmisión fijado al eje de entrada de la caja de cambios. La electricidad suministrada por un generador doble especial, un conjunto de devanados que eran alimentados por la batería y el resto del sistema eléctrico, y el otro conjunto de devanados que alimentaba el embrague magnético. A medida que el motor aceleraba por encima de la velocidad de ralentí, el generador (no del tipo "alternador") comenzaba a accionar el embrague magnético, conectando gradualmente el cigüeñal con el eje primario de la caja de cambios.
- Peso: 1800 lb (816 kg) - Dyna original de 1954 1430 lb (649 kg).
- Consumo de combustible: 5,9-7,8 litros/100 km
- Velocidad máxima: 90 mph (145 km/h).
- Peso/Potencia: 18,1 kg/hp, 58.7 hp/litro de cilindrada
- Dirección: cremallera y piñón montados detrás de la suspensión delantera, eje de dirección corto.
- Suspensión delantera: muelles transversales superiores e inferiores, curvados hacia abajo para elevar el centro del rodillo. Gran distancia al suelo. Sin barra rigidizadora, lo que se traducía en el levantamiento de una rueda trasera en curvas difíciles.
- Suspensión trasera: Barras de torsión que actuaban sobre los brazos de enlace traseros y los brazos diagonales unidos y girados (entre los extremos de la barra de torsión), descritos como "semiindependientes". Esto proporcionaba una geometría similar pero con menor masa no suspendida que un eje sólido (tubo). El eje era un tubo continuo entre los husillos de las ruedas traseras, en forma de V y se sujetaba en su centro con un buje de goma montado en el travesaño del bastidor auxiliar. Las barras de torsión formaban conjuntos de tres, un conjunto para cada lado del eje trasero. No disponía de barra rigidizadora.
- Carrocería: acero (los modelos anteriores eran de aluminio), aerodinámicos, cuatro puertas, poca resistencia aerodinámica a pesar de los vidrios laterales planos encastrados, juntas de goma en las ventanas delanteras y traseras, canaletas de lluvia.
- Capacidad de asientos: 6. Cambio en la columna de dirección y asientos de banco corrido.
- Frenos: tambor, presión del pedal muy ligera a pesar de no tener asistencia eléctrica. En los modelos posteriores, tambores de freno de aleación de aluminio fundido con revestimientos de hierro reemplazables. Las llantas de centro abierto atornilladas a las orejetas en la periferia de los tambores.
- La mayoría de los autos exportados a los Estados Unidos carecían de la luz antiniebla central que se muestra en las fotografías.